# Tōru Ukawa

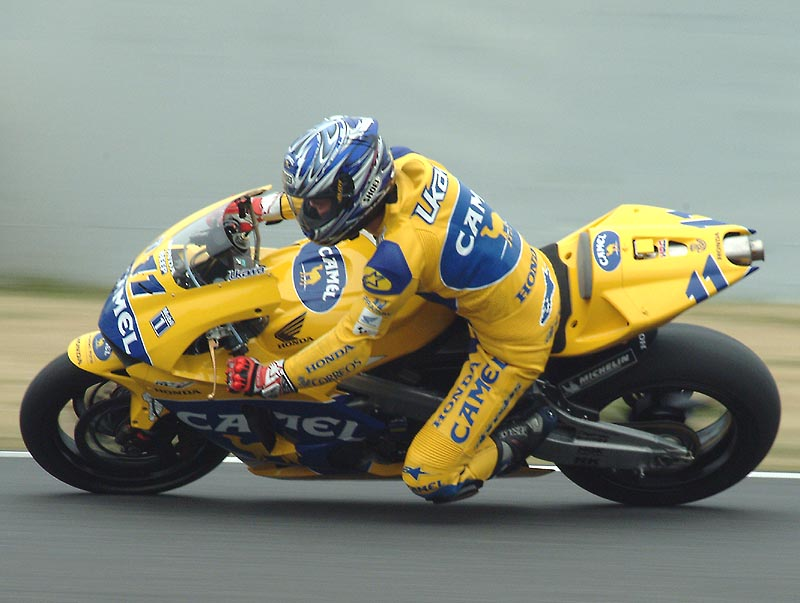
Ukawa 2003 auf Honda beim Großen Preis von Japan

Tōru Ukawa (jap. 宇川 徹, Ukawa Tōru; * 18. Mai 1973 in der Präfektur Chiba, Japan) ist ein ehemaliger japanischer Motorradrennfahrer.
In der Saison 1999 wurde er auf Honda Vizeweltmeister in der 250-cm³-Klasse der Motorrad-Weltmeisterschaft, außerdem ist er mit fünf Gesamtsiegen Rekordsieger beim 8-Stunden-Rennen von Suzuka.

## Karriere
Tōru Ukawa begann seine Karriere, wie viele seiner Kollegen auch, auf Minibikes. Im Alter von 16 Jahren begann er ernsthaft mit dem Straßenrennsport. 1992 debütierte Ukawa in der japanischen 250-cm³-Meisterschaft und schloss die Saison auf Platz 13 des Gesamtklassements ab. 1993 und 1994 sicherte sich Tōru Ukawa dann den Titel in dieser Klasse. Sein Debüt in der Motorrad-Weltmeisterschaft gab er 1994 als Wildcard-Pilot mit einem fantastischen dritten Platz bei seinem Heimrennen in der 250-cm³-Klasse auf Honda.
Zwischen 1996 und 2000 startete Ukawa als Honda-Stammfahrer in der 250-cm³-WM. Sein bestes Resultat in der Gesamtwertung erreichte er dabei 1999, als er hinter dem Italiener Valentino Rossi Vizeweltmeister werden konnte. Insgesamt gewann Ukawa in diesen fünf Jahren fünf Grand-Prix-Rennen und landete 29-mal auf dem Siegerpodest.
In der Saison 2001 startete Tōru Ukawa für das Repsol YPF Honda Team in der 500-cm³-Klasse. Mit seinen wechselhaften Leistungen, einem dritten Platz beim Großen Preis von Südafrika als bestem Saisonresultat und Rang zehn in der Gesamtwertung blieb er jedoch hinter den Erwartungen zurück.
Aufgrund seiner Loyalität zu Honda und weil die Japaner sich einen einheimischen Piloten neben Superstar Valentino Rossi wünschten, wurde Ukawa 2002 dennoch für das Honda-Werksteam verpflichtet. Zu dieser Saison war das technische Reglement geändert und die 500-cm³-Klasse durch die MotoGP-Klasse ersetzt worden. Ukawa pilotierte, als einziger Pilot neben Rossi, den komplett neu entwickelten Honda RC211V-Viertakter, der sich im Saisonverlauf als das überlegene Motorrad herausstellte. Mit einem Sieg in Südafrika und insgesamt neun Podiumsplatzierungen sicherte sich Ukawa schließlich den dritten Rang in der WM-Gesamtwertung, nur übertroffen von Valentino Rossi und dessen Landsmann Max Biaggi, der für Yamaha startete. Außerdem bescherte er Honda, zusammen mit Rossi, überlegen den Titel in der Konstrukteurs-Weltmeisterschaft.
Zur Saison 2003 wurde Tōru Ukawa im Repsol Honda-Werksteam durch den jungen US-Amerikaner Nicky Hayden ersetzt und wechselte ins Camel Pramac Pons-Team des Ex-Weltmeisters Sito Pons. Dort fuhr er, ohne eine Podiumsplatzierung zu erreichen, mit konstanten Resultaten unter den besten zehn auf Rang sieben der Gesamtwertung.
Nach der Saison zog sich Ukawa als Stammfahrer aus der Motorrad-WM zurück und wurde Vollzeit-Testfahrer für Honda.
Neben seinem Engagement in der Motorrad-Weltmeisterschaft, startete Ukawa für Honda auch regelmäßig beim prestigeträchtigen 8-Stunden-Rennen von Suzuka. Dort ist er, mit fünf Siegen zwischen 1997 und 2005, bis heute erfolgreichster Pilot.

## Erfolge
- 250-cm³-Vizeweltmeister: 1999
- Japanischer 250-cm³-Meister: 1993, 1994
- Sieger beim 8-Stunden-Rennen von Suzuka: 1997, 1998, 2000, 2004, 2005